# 無機化学
無機化学（、英: inorganic chemistry）は、研究対象として元素、単体および無機化合物を研究する化学の一分野である。通常有機化学の対概念に無機化学が定義され、非有機化合物を研究対象とする化学とされる。

## 概要
無機化学は炭素以外の全周期表の元素を取り扱い、炭素を含む化合物であっても有機化合物とは見なされない炭素の同素体や一酸化炭素などの化合物も含まれる。有機化合物はおよそ地表にのみ存在し、地球はほとんどが無機物質で構成されている。工業的にも鉄鋼、セメント、ガラスなど無機工業製品は生産トン数で有機工業製品を圧倒している。多様性と複雑性から、すべての元素の性質は簡単な理論で説明できない。
有機化合物以外の物質を研究する化学は無機化学の範疇に含まれ、研究対象で細分化された錯体化学、有機金属化学、生物無機化学（無機生化学）、地球化学、鉱物化学、岩石化学、温泉化学、海洋化学、大気化学、宇宙化学、放射化学、ホットアトム化学、なども広義の無機化学である。

## 歴史
錬金術の成果が書物として中世ヨーロッパに伝えられて博物学的知識の集合が近代化学の礎となったが、ほとんどは無機化合物についての知見で、化学自身を研究対象で分類して区別することもなく、18世紀以前は化学と無機化学は同義であった。
18世紀終わり頃から19世紀初頭にかけて、発見されるいわゆる有機化合物の種類が増加するにつれ、起源による物質の分類と研究対象による研究領域の区分が試みられた。1806年頃にスウェーデンの イェンス・ベルセリウスは、有機体を意味する "organ" から有機化学 (organic chemistry) や有機化合物 (organic compound) の語を初めて使用した。それが学術語や学問領域として定着し、有機化学と有機化合物に相対する学問領域として無機化学と無機化合物の概念が生じた。
有機化学は基により反応性あるいは特性が大きく異なることから、無機化学に比べて早い段階から基の研究を通じて構造論と反応論が展開された。近代無機化学は周期律をはじめとする組成論を中心とした研究が中心であった。無機化学で構造論の起源は、1883年にドイツの アルフレッド・ウェルナーが提唱した配位子場理論（配位説、英: Ligand field theory）である。その後は金属錯体を中心に無機化学は展開し、錯体化学で無機構造化学が確立された。20世紀後半に電子顕微鏡やX線構造解析などサブミクロンサイズの物理計測が可能となり、構造論は飛躍的に発展した。今日の無機化学は高温超伝導物質のペロブスカイト相など構造論を中心とした研究が主流である。

## 主要、関連項目
- 元素（各単体は元素の記事で説明される）
  - 周期表 - 元素の族
    - 典型元素（第1、2、13、14、15、16、17、18族元素）
    - 遷移元素
      - ランタノイド
      - アクチノイド
- 化学結合
  - イオン結合 - 電気陰性度、酸と塩基、酸化還元
  - 金属
  - 共有結合 - 分子軌道、酸化と還元
  - 配位結合
    - 配位子場
- 無機化合物 - 無機化合物の一覧
  - 水素化合物
  - オキソ酸
  - 酸化物
  - ハロゲン化合物
- 結晶 - 空間群
  - 結晶場理論 - バンド理論
  - 界面化学

## 研究対象
- 元素
  - 単体
  - 化合物
    - 塩（えん） - 炭酸塩、硫酸塩

  - 大気
  - 水
  - 鉱物
    - 金属
      - 合金、冶金
      - 金属錯体
      - アモルファス金属

    - ガラス
    - セラミックス - ゼオライト

  - 放射性物質